# William Butler Ogden
William Butler Ogden (Condado de Delaware, 15 de junho de 1805 - Nova Iorque, 3 de agosto de 1877) foi um político estadunidense filiado ao Partido Democrata, e primeiro Prefeito de Chicago, cargo que ocupou entre 1837 e 1838.

## Biografia
William nasceu em Walton, um vilarejo no Condado de Delaware, Nova Iorque. Durante a adolescência assumiu os negócios da família devido a morte precoce de seu pai, vindo a ajudar seu irmão no projeto de um novo prédio na Universidade de Nova Iorque. Em 1834, foi eleito para o corpo legislativo de Nova Iorque, onde apoiaria a construção do Canal de Erie.
Sepultado no Cemitério de Woodlawn.